# ザ・ディスメンバメント・プラン
ザ・ディスメンバメント・プラン (The Dismemberment Plan) は、アメリカ・ワシントンD.C.出身のインディー・ロックバンド。1993年結成の4人組で2003年に解散後、2010年より活動を再開し、2015年に活動を終えた。

## 来歴

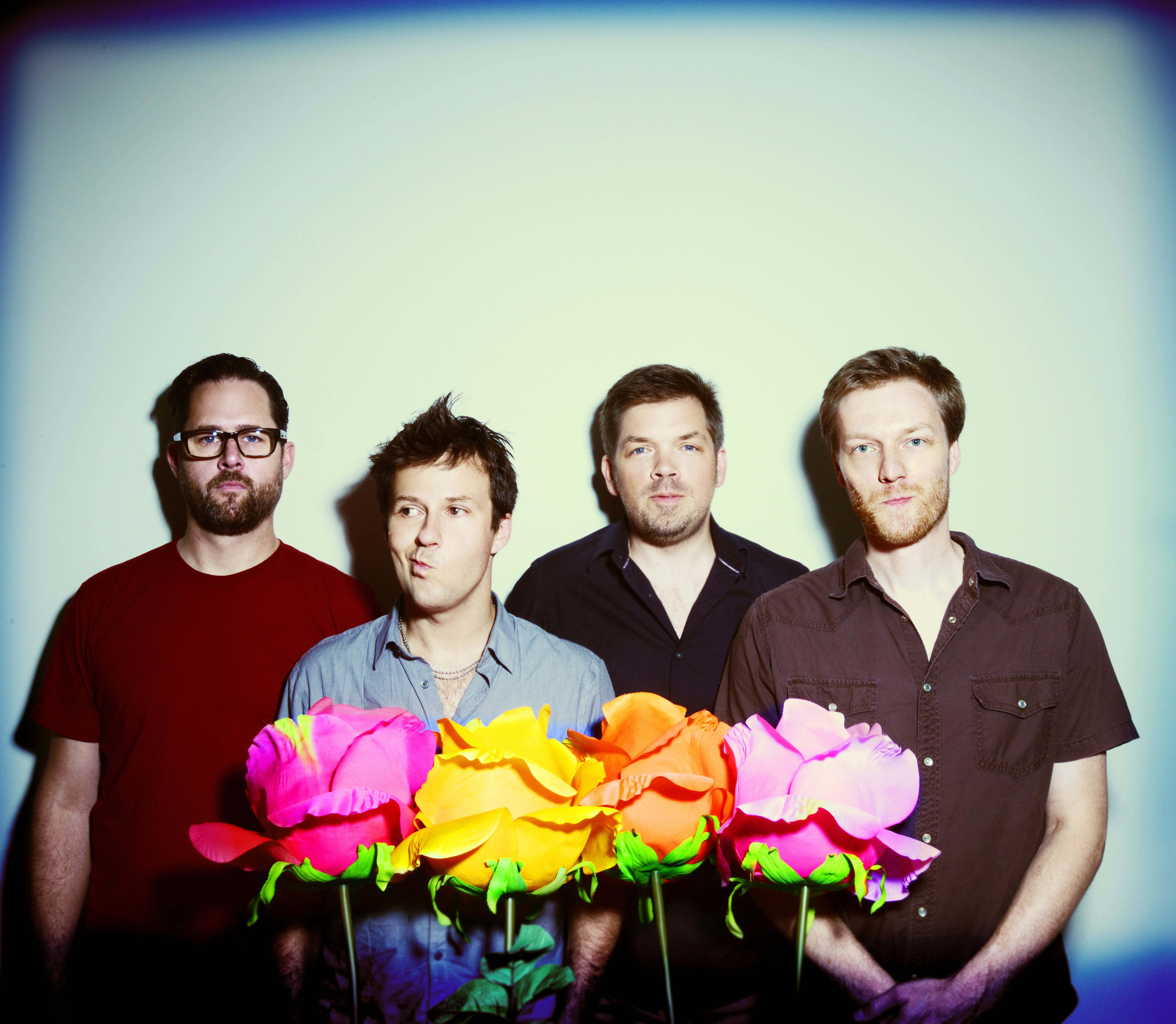
活動を再開したバンドメンバー（2013年）

1993年、ワシントンD.C.にてトラヴィス・モリソン、エリック・アクセルソン、ジェイソン・キャデルを中心に結成。1995年、アメリカのDeSoto Recordsより1stアルバム『!』を発表。
1997年、現ドラマーのジョー・イーズリーが加入し、2ndアルバム『The Dismemberment Plan Is Terrified』を発表。
1998年、メジャーのインタースコープと契約を果たすが結果的に破綻してしまう。1999年、古巣のDeSoto Recordsに戻り、インタースコープ期に録音された3rdアルバム『Emergency & I』をリリース。このアルバムを境にバンドは大きな転機を迎え、世界的にその名を知らしめる事に成功する。ピッチフォーク・メディアはこのアルバムを年間ベストアルバム1位に選出、2011年の再発売時にはレビューで10点満点を付けた。
2001年、4thアルバム『CHANGE』をリリース。発売と同時に話題を集め、音楽メディアに絶賛された。日本でもsnoozer、CROSSBEAT誌の他、eastern youthの吉野氏にも年間ベストアルバムに選ばれた。
2003年、インターネット上で突然の解散宣言を発表した。7月にはベスト・アルバムを発売、8月には最後の来日公演を行った。9月1日、地元ワシントンD.C.で行われたライブを最後に10年の歴史に幕を下ろした。
2007年、チャリティ・ライヴ出演のため一夜限りで再結成した。
2010年、Barsuk Recordsより3rdアルバム『Emergency & I』の再発売が発表された。それを機にバンドは再結成、USツアーが発表される。この一報は、地元ワシントンポストを始め、SPIN、Pitchfork、stereogumなど音楽メディアもニュースとして大々的に取り上げた。その後日本ツアーも開催された。
2013年10月、再結成後初めてとなる5thアルバム『Uncanney Valley』がPartisan Recordsから発売される。

## メンバー
- Eric Axelson
- Jason Caddell
- Joe Easley
- Travis Morrison
- Steve Cummings

## ディスコグラフィ
スタジオ・アルバム
- ! (1995年、DeSoto Records)
- The Dismemberment Plan Is Terrified (1997年、DeSoto)
- Emergency & I (1999年、DeSoto)
- Change (2001年、DeSoto)
- Uncanney Valley (2013年、Partisan Records)

## 来日公演
- 2002年
  - 2月1日 大阪 Bayside Jenny
  - 2月3日 大阪 Shinsaibashi Quatro
  - 2月4日 東京 Quattro
  - 2月5日 東京 下北沢SHELTER
  - 2月7日 東京 Shinjyuku Liquid Room
  - 2月8日 宮城　仙台Junk Box
  - 2月10日 広島 Quattro
- 2003年
  - 8月18日 名古屋 Diamond Hall
  - 8月20日 神奈川 川崎Club Citta
  - 8月23日 岩手 - Shizuku Koiwai Rock Festival
  - 8月25日 京都 磔磔
  - 8月27日 大阪 Namba Hatch
  - 8月30日 東京 Shibuya O-Nest
- 2011年
  - 2月7日 京都 磔磔
  - 2月8日 愛知 名古屋APOLLO THEATER
  - 2月9日 東京 渋谷 O-nest
  - 2月13日 東京 渋谷 O-WEST